# Gekijōban Pocket Monsters: Mewtwo no Gyakushū
Gekijōban Pokémon Monster: Mewtwo no Gyakushū (劇場版ポケットモンスター ミュウツーの逆襲, tạm dịch: "Phim điện ảnh Pokémon: Mewtwo phục thù") là một bộ phim anime Nhật Bản 1998   của đạo diễn Yuyama Kunihiko. Phim được công chiếu ở Nhật Bản vào ngày 18 tháng 7 năm 1998.

## Danh sách Track
1. "The Birth of Mewtwo"
2. "Dragonite Takes Flight"
3. "Invitation to Danger"
4. "Surviving the Storm"
5. "Mewtwo's Island"
6. "Pokémon Vs. Clone"
7. "Tears of Life"
8. "This Is My World Now"
9. "Three on Three"
10. "Mew's Theme"
11. "Freeing Charizard"
12. "Adventure in Paradise"
13. "All Good Things Must End"
14. "Don't Say You Love Me"